# Olympische Jugend-Winterspiele 2024/Teilnehmer (Kroatien)
| Gelbes Symbol für Goldmedaillen mit stilisierten Olympischen Ringen | Graues Symbol für Silbermedaillen mit stilisierten Olympischen Ringen | Braundes Symbol für Bronzemedaillen mit stilisierten Olympischen Ringen |
| ------------------------------------------------------------------- | --------------------------------------------------------------------- | ----------------------------------------------------------------------- |
| —                                                                   | —                                                                     | —                                                                       |

Kroatien nahm mit 9 Athleten (5 Männer, 4 Frauen) an den Olympischen Jugend-Winterspielen 2024 in der südkoreanischen Provinz Gangwon teil.

## Teilnehmer nach Sportart

### Biathlon
| Athleten                                        | Wettbewerbe                           | Zeit        | Fehler         | Rang |
| ----------------------------------------------- | ------------------------------------- | ----------- | -------------- | ---- |
| Frauen                                          |                                       |             |                |      |
| Ema Sobol                                       | 6 km Sprint                           | 23:18,4 min | 3 (1+2)        | 36   |
| Ema Sobol                                       | 10 km Einzel                          | 46:31,7 min | 8 (2+2+2+2)    | 65   |
| Leona Pelko                                     | 6 km Sprint                           | 28:54,2 min | 5 (2+3)        | 80   |
| Leona Pelko                                     | 10 km Einzel                          | 53:30,8 min | 7 (0+2+1+4)    | 87   |
| Männer                                          |                                       |             |                |      |
| Filip Crnić                                     | 7,5 km Sprint                         | 23:33,8 min | 4 (1+3)        | 24   |
| Filip Crnić                                     | 12,5 km Einzel                        | 45:34,9 min | 6 (1+1+1+3)    | 18   |
| Matija Naglić                                   | 7,5 km Sprint                         | 30:53,8 min | 2 (1+1)        | 94   |
| Matija Naglić                                   | 12,5 km Einzel                        | 56:46,1 min | 7 (1+4+1+1)    | 91   |
| Mixed                                           |                                       |             |                |      |
| Ema Sobol Filip Crnić                           | Single-Mixed-Staffel (6 km + 7,5 km)  | 49:33,6 min | 3+16 (1+8 2+8) | 17   |
| Ema Sobol Leona Pelko Filip Crnić Matija Naglić | Mixed-Staffel (2 × 6 km + 2 × 7,5 km) | LAP         | LAP            | 20   |

### Ski Alpin
| Athleten       | Wettbewerb         | Lauf 1  | Lauf 1 | Lauf 2  | Lauf 2 | Gesamt      | Gesamt |
| Athleten       | Wettbewerb         | Zeit    | Rang   | Zeit    | Rang   | Zeit        | Rang   |
| -------------- | ------------------ | ------- | ------ | ------- | ------ | ----------- | ------ |
| Männer         |                    |         |        |         |        |             |        |
| Ziggy Vrdoljak | Super-G            | —       | —      | —       | —      | 56,27 s     | 29     |
| Ziggy Vrdoljak | Alpine Kombination | 56,61 s | 30     | DNF     | DNF    | DNF         | DNF    |
| Ziggy Vrdoljak | Riesenslalom       | 51,86 s | 30     | 46,97 s | 17     | 1:38,83 min | 21     |
| Ziggy Vrdoljak | Slalom             | 48,65 s | 20     | 53,97 s | 13     | 1:42,62 min | 12     |

### Skilanglauf
| Athleten                                                      | Wettbewerb       | Zeit        | Rang |
| ------------------------------------------------------------- | ---------------- | ----------- | ---- |
| Frauen                                                        |                  |             |      |
| Chiara Gašparac                                               | 7,5 km klassisch | 28:21,5 min | 55   |
| Nives Barićevac                                               | 7,5 km klassisch | 29:51,4 min | 60   |
| Männer                                                        |                  |             |      |
| Boris Štefančić                                               | 7,5 km klassisch | 24:59,3 min | 63   |
| Matija Štimac                                                 | 7,5 km klassisch | 24:13,8 min | 56   |
| Mixed                                                         |                  |             |      |
| Chiara Gašparac Matija Štimac Nives Barićevac Boris Štefančić | 4 × 5 km Staffel | 1:03:59,8 h | 21   |

| Athleten        | Wettbewerb      | Qualifikation | Qualifikation | Viertelfinale | Viertelfinale | Halbfinale    | Halbfinale    | Finale        | Finale        | Rang |
| Athleten        | Wettbewerb      | Zeit          | Rang          | Zeit          | Rang          | Zeit          | Rang          | Zeit          | Rang          | Rang |
| --------------- | --------------- | ------------- | ------------- | ------------- | ------------- | ------------- | ------------- | ------------- | ------------- | ---- |
| Frauen          |                 |               |               |               |               |               |               |               |               |      |
| Chiara Gašparac | Sprint Freistil | 4:11,54 min   | 52            | ausgeschieden | ausgeschieden | ausgeschieden | ausgeschieden | ausgeschieden | ausgeschieden | 52   |
| Nives Barićevac | Sprint Freistil | 4:29,37 min   | 63            | ausgeschieden | ausgeschieden | ausgeschieden | ausgeschieden | ausgeschieden | ausgeschieden | 63   |
| Männer          |                 |               |               |               |               |               |               |               |               |      |
| Matija Štimac   | Sprint Freistil | 3:28,56 min   | 54            | ausgeschieden | ausgeschieden | ausgeschieden | ausgeschieden | ausgeschieden | ausgeschieden | 53   |
| Boris Štefančić | Sprint Freistil | 3:37,31 min   | 63            | ausgeschieden | ausgeschieden | ausgeschieden | ausgeschieden | ausgeschieden | ausgeschieden | 62   |